# Ourebia ourebi
L'oribi (Ourebia ourebi Zimmermann, 1783), noto anche come Oorbietjie in afrikaans, è una piccola e graziosa antilope dalle zampe sottili e dal collo lungo diffusa in quasi tutte le praterie dell'Africa sub-sahariana. È l'unica specie del genere Ourebia Laurillard, 1842.

## Tassonomia
Attualmente, gli studiosi riconoscono otto sottospecie di oribi:
- O. o. ourebi Zimmermann, 1783 (Sudafrica);
- O. o. dorcas Schwarz, 1914 (Ciad);
- O. o. gallarum Blaine, 1913 (Etiopia centrale);
- O. o. haggardi Thomas, 1895 (Kenya settentrionale);
- O. o. hastata Peters, 1852 (Repubblica Democratica del Congo, Malawi e Zimbabwe);
- O. o. montana Cretzschmar, 1826 (Sudan, Uganda, Etiopia occidentale);
- O. o. quadriscopa C. H. Smith, 1827 (dal Senegal alla Nigeria);
- O. o. rutila Blaine, 1922 (Angola).
- 0. o. kenyae meinhertzhagen 1905 (kenya)(estinto)

## Descrizione
L'oribi, la più piccola specie tra le antilopi che si nutrono esclusivamente pascolando, è un ungulato di medie dimensioni con zampe sottili, collo lungo e piccole corna appuntite. Misura 92–140 cm di lunghezza, 50–70 cm di altezza al garrese e pesa 14–21 kg. Il suo manto sericeo è di colore variabile dal giallo al marrone-rossastro sul dorso, ma è sempre bianco sul ventre. Su ogni ginocchio è presente un lungo ciuffo di peli; la coda, piuttosto breve, è nera sopra e bianca sotto. Al di sopra degli occhi vi è una linea di peli bianchi, spesso impiegata dagli osservatori per distinguere l'oribi da altre specie di ungulati. Sotto ogni orecchio vi è una chiazza priva di pelo di colore scuro, mentre sui lati della faccia vi sono delle pieghe verticali che ospitano le ghiandole preorbitali. Queste ghiandole producono una secrezione odorosa utilizzata per marcare il territorio.

## Distribuzione e habitat
L'oribi è diffuso nelle savane di quasi tutti i Paesi dell'Africa subsahariana. Il suo areale si estende dal Senegal a ovest fino all'Etiopia centrale e alla Somalia meridionale a est, spingendosi a sud fino al Kenya orientale, al nord del Botswana, all'Uganda e all'Angola; popolazioni sparse e discontinue si incontrano anche in Mozambico, Zimbabwe e nelle regioni centrali e orientali del Sudafrica.
Vive nelle praterie aperte, prediligendo habitat con zone di erba bassa in cui pascolare inframmezzate da aree di erba alta in cui nascondersi.

## Biologia
Gli oribi vivono generalmente in coppie o in gruppi composti al massimo da sette esemplari. Di solito in ogni gruppo è presente un unico maschio adulto e fino a un massimo di tre femmine adulte. Questi gruppi sono territoriali e ciascun membro marca i confini del proprio territorio con urina, feci e le secrezioni prodotte dalle ghiandole preorbitali poste sulla faccia. Attivo di giorno, l'oribi si nutre pascolando l'erba fresca durante la stagione umida, e brucando dagli arbusti nei periodi di siccità. Per incrementare la dieta, ogni pochi giorni visita depositi salini naturali.
Sebbene gli oribi possano riprodursi in ogni periodo dell'anno, la maggior parte delle nascite avviene durante la stagione delle piogge, quando la savana è più ricca di nutrimento e di copertura vegetale. Dopo una gestazione di 200-210 giorni, la femmina dà alla luce un unico piccolo. I maschi raggiungono la maturità sessuale a 14 mesi, mentre le femmine possono rimanere gravide già a partire dai 10 mesi.
Se minacciato da un predatore, l'oribi rimane nascosto tra l'erba alta fino a quando il predatore non si avvicina a pochi metri. Allora spicca un balzo attraverso l'erba e fugge via continuando a saltare, mettendo in mostra il bianco della coda per avvisare del pericolo i conspecifici. Inoltre l'oribi, quando è allarmato, emette un fischio penetrante, e alcuni esemplari sotto minaccia sono stati visti saltare verticalmente con tutte e quattro le zampe distese e il dorso inarcato (comportamento noto come stotting).

## Conservazione
L'oribi viene cacciato intensamente per la sua carne e gli habitat in cui vive sono minacciati dall'avanzata degli insediamenti umani; per questi motivi, le popolazioni e l'areale di questa specie sono enormemente diminuiti.